# Цех
Цехът в съвременността  е отделение от завод, което извършва специализиран производствен процес.
През феодализма цехът е професионално сдружение на занаятчии.